# Pseudomiza annulata
Pseudomiza annulata är en fjärilsart som beskrevs av W. Warren 1899. Pseudomiza annulata ingår i släktet Pseudomiza och familjen mätare. Inga underarter finns listade.